# Asura friederikeae
Asura friederikeae és una espècie de lepidòpter ditrisi de la família dels erèbids (Erebidae), subfamília Arctiinae, descrita per Kühne l'any 2007, que habita a Kenya i Uganda.